# Bernardo Castello
Bernardo Castello o Castelli (1557-1629) fue un pintor italiano tardomanierista famoso por sus pinturas de asunto sagrado y sus retratos. Nació en Albaro antiguo barrio perteneciente a la ciudad de Génova, Italia.
Bernardo Castello fue aprendiz de Andrea Semini y Luca Cambiaso, no debiéndosele confundir con Giovanni Battista Castello, «Il Bergamasco», quien fue un amigo  y colaborador de Cambiaso. Fue padre del también pintor Valerio Castello.
Bernardo Castello era amigo de Torquato Tasso y juntos asumieron la responsabilidad de trasladar al fresco las escenas de la Jerusalén liberada, con la participación de Agostino Carracci.
Autor de numerosas obras en Génova, su estilo está considerado por muchos rápido y superficial.  Bernardo Castello estuvo en Roma, empleado en la corte del duque de Saboya. 

## Obras
Durante su larga vida artística Bernardo Castello produjo innumerables obras.
- Frescos con escenas de Jerusalén liberada en el Palacio de Bernardo e Giuseppe de Franchi, (Génova)
- Pinturas al fresco en el Palacio Angelo Giovanni Spinola
- Frescos en el Palacio de Gio Vincenzo Imperiale
- Fresco que representa el Martirio de San Juan Bautista en la Iglesia de Jesús y los santos Ambrosio y Andrea (Génova)
- Pintura que representa a San Francisco de Paula en la Iglesia de Nuestra Señora del Monte Carmelo y Santa Inés (Génova)
- Esther y Asuero en la Iglesia de los Santos Cosme y Damián (Génova)
- La Madonna con el Niño y los Santos Nicolás y la Magdalena en la Iglesia de Santa María Magdalena (Génova)
- La "Madonna entronizada con San Juan y otros santos" en la Commenda di San Giovanni di Pré  (Génova)
- Retablo dedicado a los santos Roque, Nazario, Celso, Catalina de Siena y Sebastián en el Oratorio de San Celso (Sturla)
- Dos pinturas que representan el Descendimiento y Madonna y el Niño con Santos  en la Iglesia de San Bartolomeo della Certosa (Génova)
- Pintura al óleo del Martirio de San Pedro de Verona (1597) y frescos de la bóveda del presbiterio de la Iglesia de Santa Maria di Castello en Génova.
- San Bernardo en la cátedra de San Erasmo y San Nicolás en el oratorio de San Bernardo de Santa Margherita Ligure (encontrado en 2007).
- Retablo de la Virgen del Rosario en el Santuario de Nuestra Señora de la Rosa en Santa Margherita Ligure.
- Retablo con la representación de la Crucifixión con los santos Próspero y Catalina de Alejandría  en la Basílica de Santa Maria Assunta (Camogli)
- Frescos dedicados a la Historias de la Virgen en la bóveda y en la cúpula del Santuario de Nuestra Señora de la Merced (Savona).
- Pinturas de la Virgen con el Niño en la Gloria de los Ángeles y la Natividad, en el mismo santuario de Nuestra Señora de la Merced (Savona).
- La Asunción de la Virgen en la Iglesia de Santa Catalina (Rosellón).
- San Juan Bautista, San Antonio Abad y María Magdalena en la Iglesia de San Jorge (Busalla).
- La Anunciación en la iglesia de  San Giorgio (Sarissola).
- Retablo dedicado al Martirio de San Lorenzo en la Iglesia de San Lorenzo  di Torbi (Ceranesi).